# Tillandsia kalmbacheri
Tillandsia kalmbacheri es una especie de planta epífita dentro del género  Tillandsia, perteneciente a la  familia de las bromeliáceas. Es originaria de México.  

## Taxonomía
Tillandsia kalmbacheri fue descrita por Eizi Matuda y publicado en Cactáceas y Suculentas Mexicanas 19(1): 26, f. 16. 1974.
Etimología
Tillandsia: nombre genérico que fue nombrado por Carlos Linneo en 1738 en honor al médico y botánico finlandés Dr. Elias Tillandz (originalmente Tillander) (1640-1693).
kalmbacheri: epíteto